# حساس الدفق الكهرومغناطيسي

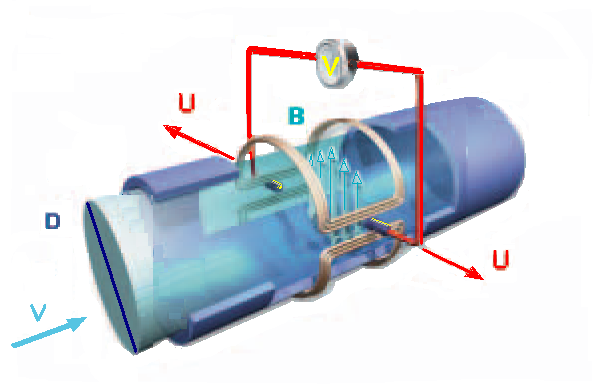
طريقة عمل الحساس الكهرومغنطيسي.

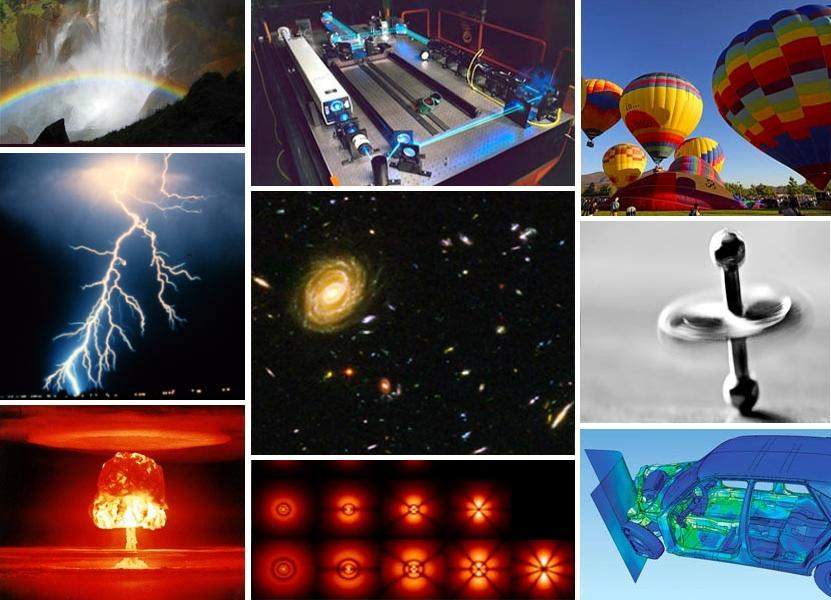

حساس الدفق الكهرومغنطيسي هو حساس يقيس الدفق باستعمال قوانين فرداي للتحليل الكهربائي، يتألف الجهاز عادة من الحساس ذاته، الذي يحول التدفق إلى إشارة كهربائية ومحول مبرمج مسبقًا ليعطي كمية الدفق حسب نظام الوحدات الدولي.

## حكايته
أول حساس دفق كهرومغنطيسي كان عام 1832 وقد أعلن صنعه ميخائيل فاراداي.